# 1306 Scythia
1306 Scythia (1930 OB) là một tiểu hành tinh vành đai chính được phát hiện ngày 22 tháng 7 năm 1930 bởi Grigory Neujmin ở Simeiz Observatory.